# Tupapa-Maraerenga
Inscrits : 976 (2006)
Tupapa-Maraerenga est l'une des quatre circonscriptions électorales du district d'Avarua sur l'île de Rarotonga (îles Cook). Elle est constituée de 7 tapere :
- Ngatipa
- Vaikai
- Tapae-I-Uta
- Pue
- Punamaia
- Kiikii
- Tupapa

La circonscription fut créée en 1981 par l'amendement constitutionnel n°9 . Jusqu'alors les quatre sièges de Tupapa-Maraerenga, Takuvaine-Tutakimoa, Avatiu-Ruatonga-Palmerston et Nikao-Panama étaient regroupés dans la circonscription de  Teauotonga
Ayant 976 inscrits (2006), Tupapa Maraerenga est la circonscription la plus peuplée non seulement de Rarotonga mais de l'ensemble des îles Cook

## Élections de 2004
Tupou Faireka remporta lors de ces élections sa quatrième victoire consécutive après celles de 1993 (élections partielles), de 1994 et 1999
| Tupou Alfred Faireka (CIP) | 43,7 % |
| John Tangi (DP)            | 34,9 % |
| Élisabeth Ponga (Ind.)     | 20,4 % |

## Élections de 2006
L'élection  John Tangi constitua l'une des surprises du scrutin de 2006. Bastion du CIP, jamais le Demo n'avait réussi à s'imposer dans cette circonscription depuis l'indépendance associée de 1965. Nick Henry président délégué du CIP, témoigna dans les médias de toute sa déception “Unbelievable result, Tupapa-Maraerenga Cook Islands party since 1965 has never ever been taken away, a young energetic deputy leader, what’s gone wrong, what have we done wrong. So I had a look at the numbers 276 people did not turn out to vote in Tupapa which is almost 30 percent, unheard of.”. 
| Tupou Alfred Faireka (CIP) | 46,1 % |
| John Tangi (DP)            | 53,9 % |